# 帝国城塞

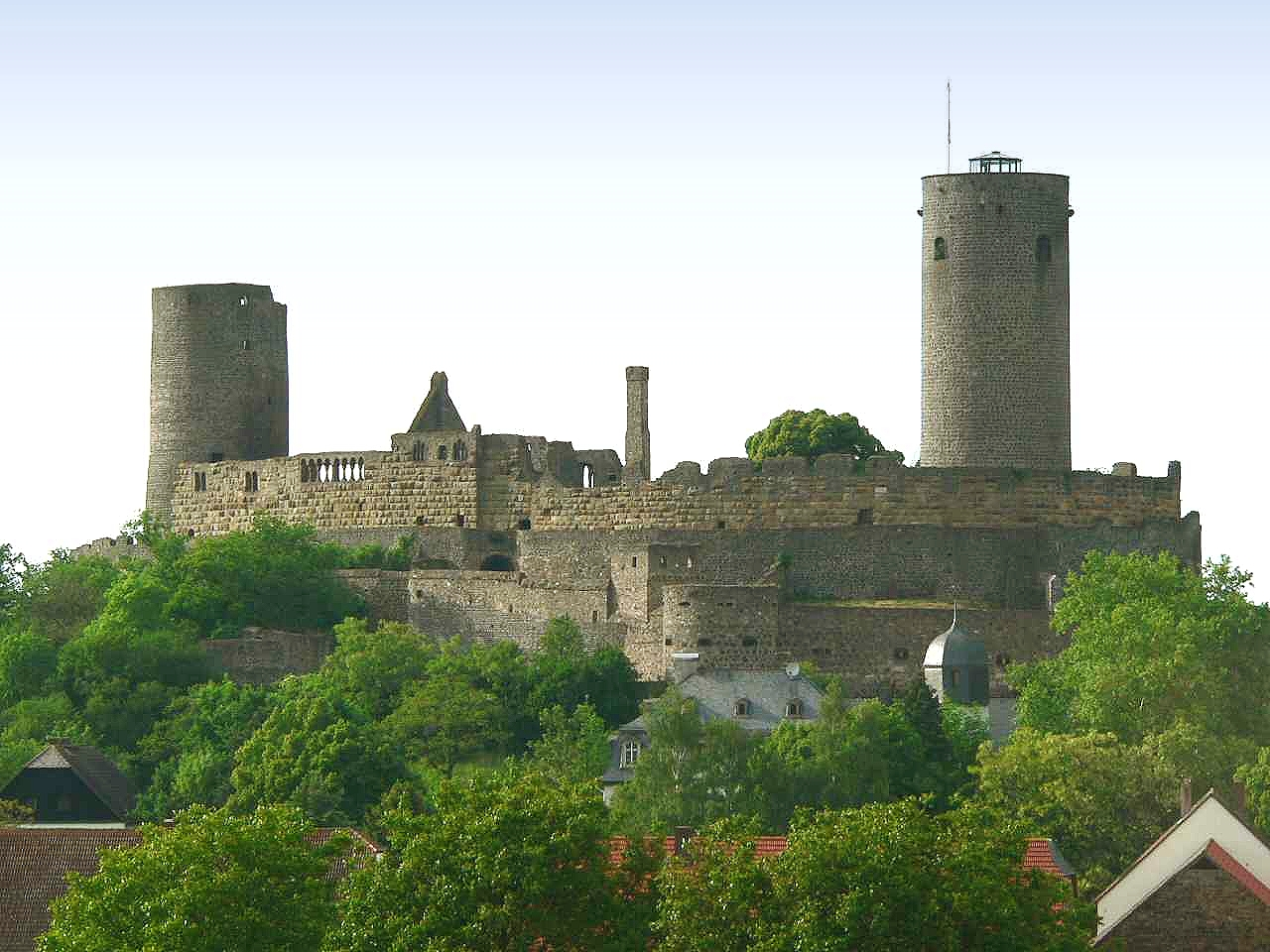
ドイツ連邦共和国ヘッセン州ミュンツェンベルクにある帝国城塞ミュンツェンベルク城

帝国城塞（ドイツ語：Reichsburg）は、皇帝の命令によって建てられた中世ドイツの城で、その管理はReichsministerialesまたはブルグマンに任されていた。 多くの帝国城塞が一時的な滞在であったので、帝国城塞と要塞化された宮殿やカイザープファルツとの明確な区別は不可能である。

## 帝国城塞の一覧
この一覧は未完成です。加筆、訂正して下さる協力者を求めています。

### フランス
- オー・クニクスブール城（英語版） - アルザス地域圏
- en:Château de Guirbaden
- ケゼルスベール(古名：カイゼルスベルク)
- de:Pflixburg

### ドイツ
バーデン＝ヴュルテンベルク州
- Grüningen Castle
- Stettenfels Castle

バイエルン州
- ニュルンベルク城 - ニュルンベルク
- ケーニヒスベルク城 - ケーニヒスベルク (プロイセン)
- ゲルンハウゼン宮殿 - ゲルンハウゼン
- Hayn Castle -ドライアイヒ
- de:Burg Wildenberg (Kirchzell)
- de:Burg Rothenburg ob der Tauber
- de:Burgstall Schwedenschanze (Cham)

ヘッセン州
- Boyneburg, Sontra
- Friedberg Castle, Friedberg
- Gelnhausen Palace, Gelnhausen
- Hayn Castle, Dreieichenhain
- カルスムント城 - ヴェッツラー
- ミュンツェンベルク城（英語版）

ニーダーザクセン州
- Harliburg, Vienenburg

ノルトライン＝ヴェストファーレン州
- Berenstein Castle, Bergstein

ラインラント＝プファルツ州
- Berwartstein Castle, Erlenbach bei Dahn
- Cochem Castle, Cochem
- Guttenberg Castle, Oberotterbach
- Hammerstein Castle, Hammerstein
- Landeck Castle, Landau
- Landskron Castle, Bad Neuenahr-Ahrweiler
- Lindelbrunn Castle, Vorderweidenthal
- Meistersel Castle, Ramberg
- Ramburg, Ramberg
- Trifels Castle, Annweiler
- Wegelnburg, Schönau
- Wildburg, Sargenroth
- Berenstein Castle

ザールラント州
- Kirkel Castle, Neuhäusel

テューリンゲン州
- Kyffhausen Castle, Steinthaleben

### スイス
- ギュンメネン城（Burg Gümmenen）、ベルン州ベルン＝ミッテルラント区ミューレベルク市ギュンメネン
- ニーデック城（Burg Nydegg）、ベルン州ベルン＝ミッテルラント区ベルン市マッテ地区
- ヴァイッセナウ城（Burg Weissenau）、ベルン州インターラーケン＝オーバーハスリ区ウンターゼーン